# 스가모신덴 정류장
스가모신덴 정류장(일본어: 巢鴨新田停留場)은 일본 도쿄도 도시마구에 있는 도쿄 도 교통국 도덴 아라카와 선의 정류장이다.

## 정류장 구조
상대식 승강장 2면 2선의 지상 정류장이다.

## 정류장 주변
- 도쿄 도립 분쿄 고등학교
- 도쿄전력 오쓰카 지사
- 야마구치 병원
- 도쿄 도립 오쓰카 농아 학교
- 스가모 중・고등학교

## 역사
- 1911년 8월 20일: 영업 개시.

## 인접 정류장
| 도쿄 도 교통국 ■ 도덴 아라카와 선 | 도쿄 도 교통국 ■ 도덴 아라카와 선 | 도쿄 도 교통국 ■ 도덴 아라카와 선 |
| --------------------------------- | --------------------------------- | --------------------------------- |
| 오쓰카에키마에 와세다 방면        |                                   | 고신즈카 미노와바시 방면          |